# غرفة في روما (فلم)
غرفة في روما (بالإنجليزية: Room in Rome) هو فيلم دراما إسباني مثير، صدر في سنة 2010. الفيلم من إخراج وتأليف خوليو ميديم. يصور الفيلم علاقة عاطفية بين امرأتين (ألبا، ونتاشا) طوال ليلةٍ كاملة في إحدى فنادق روما، وتمتاز حبكة الفيلم بالسهولة والإثارة داخل غرفة واحدة. ويعتبر الفيلم أول الأفلام الناطقة بالإنجليزية لخوليو ميديم.

## وصلات خارجية
- غرفة في روما على موقع IMDb (الإنجليزية)
- غرفة في روما على موقع روتن توميتوز (الإنجليزية)
- غرفة في روما على موقع نتفليكس (الإنجليزية)
- غرفة في روما على موقع ألو سيني (الفرنسية)
- غرفة في روما على موقع Turner Classic Movies (الإنجليزية)
- غرفة في روما على موقع أول موفي (الإنجليزية)
- غرفة في روما على موقع فيلمافينيتي (الإسبانية)
- غرفة في روما على موقع قاعدة بيانات الأفلام السويدية (السويدية)
- غرفة في روما على موقع قاعدة بيانات الفيلم (الإنجليزية)
- غرفة في روما على موقع ليتربوكسد (الإنجليزية)